# Dreamland (Aztec Camera-album)
A Dreamland az Aztec Camera brit együttes ötödik stúdióalbuma. A hanghordozó 1993-ban jelent meg.

## Az album dalai
1. Birds 4.56
2. Safe in Sorrow 4.56
3. Black Lucia 4.00
4. Let Your Love Decide 5.03
5. Spanish Horses 4.35
6. Dream Sweet Dreams 3.27
7. Pianos and Clocks 4.53
8. Sister Ann 5.13
9. Vertigo 4.54
10. Valium Summer 5.54
11. The Belle of the Ball 3.24

## Fordítás
Ez a szócikk részben vagy egészben a Dreamland (Aztec Camera album) című angol Wikipédia-szócikk fordításán alapul.  Az eredeti cikk szerkesztőit annak laptörténete sorolja fel. Ez a jelzés csupán a megfogalmazás eredetét és a szerzői jogokat jelzi, nem szolgál a cikkben szereplő információk forrásmegjelöléseként.